# Alexander Alexandrowitsch Drenteln

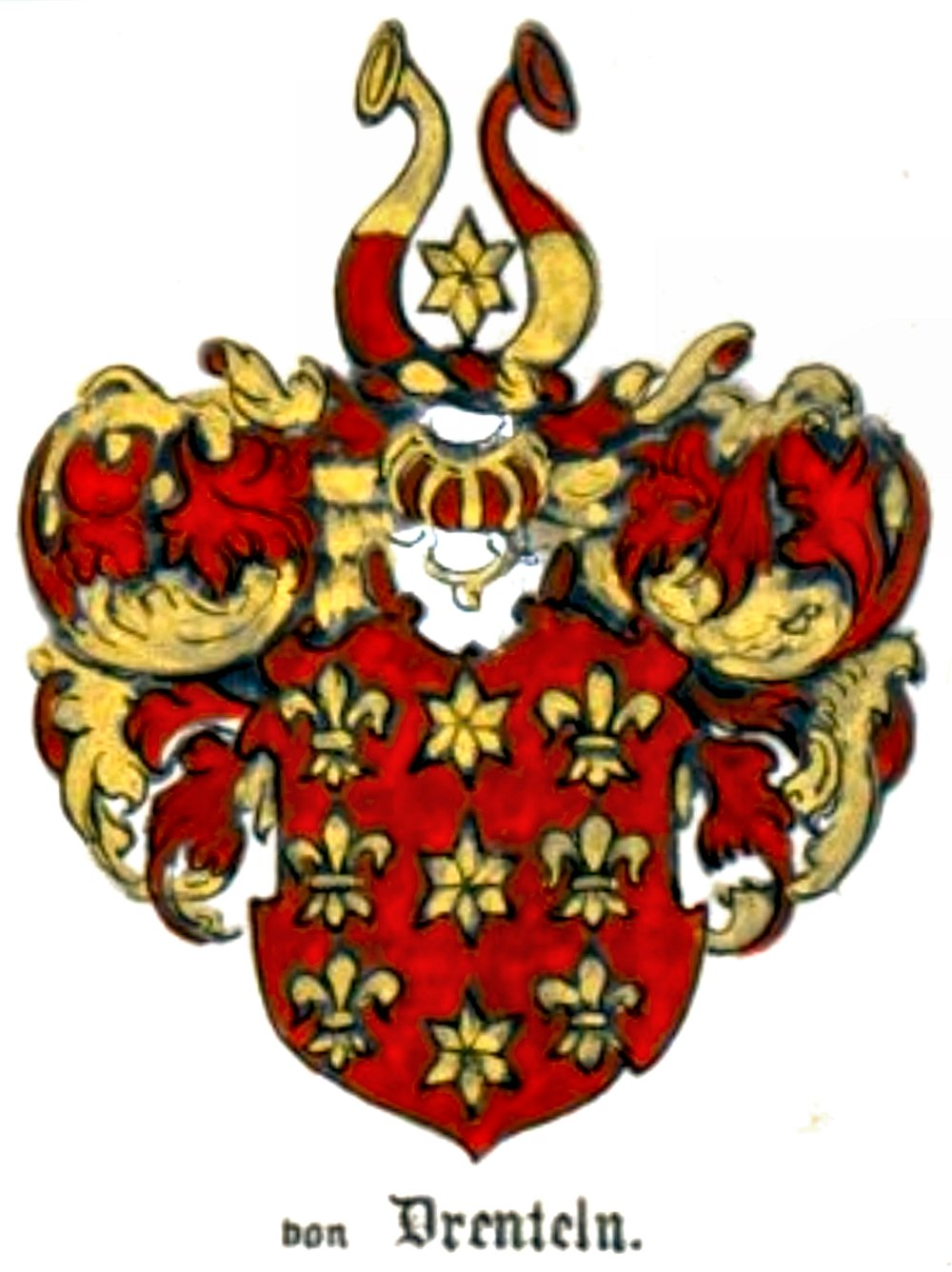
Wappen der Adelsfamilie von Drenteln

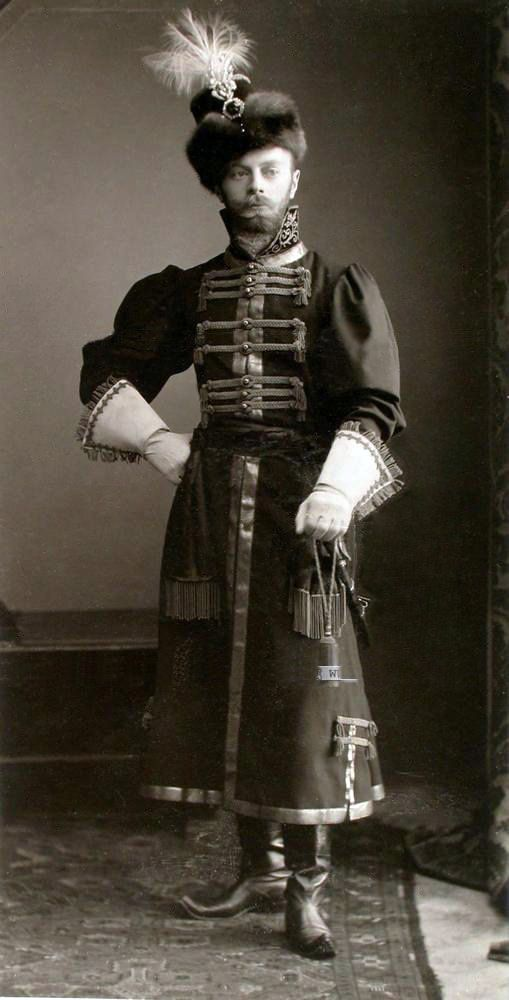
Alexander Alexandrowitsch Drenteln

Alexander Alexandrowitsch Drenteln (russisch Алекса́ндр Алекса́ндрович Дрентельн; * 19. Januar 1868 in Sankt Petersburg; † 1. Mai 1925 in Odessa) war ein russischer Generalmajor à la suite. Er war Kommandeur des Preobraschensker Leibgarde-Regiments und galt im Russischen Kaiserreich als „Held des Ersten Weltkriegs“.

## Leben
Alexander Alexandrowitsch besuchte 1886 das 1. Gymnasium in Kiew und absolvierte ein Studium an der Universität in Sankt Petersburg. Er trat 1890 als Freiwilliger in das Preobraschensker-Leibgarde-Regiment ein und versah seinen Dienst als Gardist. Er bestand 1891 die Offiziersprüfung und wurde 1895 zum Leutnant befördert. Seine weitere Laufbahn waren die Beförderungen zum Stabsführer (1900), Hauptmann (1903), Oberst (1910) und Generalmajor (1915).
Von 1902 bis 1906 war er Kompaniechef im Preobraschenski-Regiment. Er wurde dann zum Adjutanten ernannt und diente beim Zaren Nikolaus II. (1868–1918) im militärischen Einsatzbüro. In den Jahren 1909–1915 war er Stabsoffizier in der kaiserlichen Einsatzleitung. Am 28. November 1915 wurde er, unter gleichzeitiger Beförderung zum Generalmajor à la suite, Kommandeur des Preobraschensker Regiments ernannt.
Generalmajor Drenteln wurde am 27. April 1917 aus dem militärischen Dienst entlassen und blieb nach der Oktoberrevolution in der Sowjetunion. Seinen Lebensabend verbrachte er in der Provinz Vologda, dort arbeitete er in einem Kloster als Müller. Er starb am 1. Mai 1925 in Folge einer Thrombophlebitis.

## Auszeichnungen
In Anerkennung seiner Leistungen für das russische Kaiserreich wurde er mit folgenden Orden dekoriert:
1. Russische Orden
- 1899 Russischer Orden des Sankt Stanislaus (3. Klasse)
- 1904 Russischer Orden der Heiligen Anna (3. Klasse)
- 1906 Sankt-Stanislaus-Orden (2. Klasse)
- 1909 Russischer Orden der Heiligen Anna (2. Klasse)
- 1912 Orden des Heiligen Wladimir (4. Klasse)
- 1914 Orden des Heiligen Wladimir (3. Klasse)
- 1917 Goldenes Schwert für Tapferkeit

2. Ausländische Orden
- 1908 Königlicher Viktoria-Orden

## Herkunft und Familie
Alexander Alexandrowitsch stammte aus dem baltisch-schwedischen Adelsgeschlecht von Drenteln. Sein Vater war der russische General der Infanterie Alexander Romanowitsch Drenteln (1820–1888), der mit Maria Wjatkin († 1917) verheiratet war. A.A. Drenteln heiratet in 1. Ehe Helene von Lerche und in 2. Ehe Anna Alexandrowna Popova (* 1868), sie hatten keine männlichen Nachkommen.